# La Gresle
 La Gresle  es una población y comuna francesa, situada en la región de Ródano-Alpes, departamento de Loira, en el distrito de Roanne y cantón de Belmont-de-la-Loire.

## Demografía
| 756 | 704 | 652 | 683 | 728 | 745 |
| Para los censos de 1962 a 1999 la población legal corresponde a la población sin duplicidades (Fuente: INSEE [Consultar]) |     |     |     |     |     |